# 大社線 (西日本旅客鐵道)
大社線（日语：／ Taisha sen */?）是一條曾經存在於日本島根縣境內，先後由日本國鐵與西日本旅客鐵道（JR西日本）所經營過的地方交通線等級鐵路路線。大社線連結了出雲市的主車站出雲市，與位在簸川郡大社町（今已併入出雲市）的大社，曾經是至出雲大社參拜的主要動線，在JR西日本經營期間甚至有自京都、大阪方面駛來的直通列車。該路線在1990年時因為營運效益不佳而遭廢線，廢線後其旅運服務轉移至由一畑電氣鐵道所經營的替代路線巴士（巴士代行），成為一畑巴士路線網的一部份。至於原本的鐵路線在拆除了鐵軌之後，改裝成7.5公里長的自行車道，由於廢線時機相對較晚，路線沿線的許多設施如月台、安全設備與鐵橋等，都還大致存留。
目前在出雲市境內還有一條由一畑電車所經營的同名路線，雖然一樣可以服務欲從出雲市前往出雲大社的旅客，但其無論是起點位置還是行經路線，都與JR的大社線不同。

## 历史
自第二次世界大战前开始，大社线便作为参拜路线运行自京都、大阪开往出云大社的直通优等列车，但从国铁分割民营化前的1985年（昭和60年）开始，改为仅运行在线路内折返的普通列车。虽然该线在之后继承至西日本旅客铁道，但因在1987年（昭和62年）被指定为第3次特定地方交通線，遂于1990年（平成2年）4月1日全线废除。在废除前，大社线的运输密度为2,661人/日，是在被转换为巴士的特定地方交通线中最高的。该线与于同日废除并转换的宫津線和鍛冶屋線是JR最后剩余的特定地方交通线，在上述线路的废除并转换标志着所有特定地方交通线皆转换完成。
在大社线废除后，由一畑电气铁道运行代替巴士，后移交至一畑巴士。此外，大社站的和风木制站房因被指定为国家重要文化財和岛根县有形文化財，因而免于被拆除并保存至今。2005年（平成17年），出云市站 - 荒茅站的线路遗址已被改造为自行车道（出云高松站遗址附近暂时不可通行），而出云高松站和荒茅站的月台遗址亦被保留。

### 年表
- 1912年（明治45年/大正元年）
  - 6月1日：出云今市站（今出云市站） - 大社站（4.7M≒7.56km）开业，新设大社站。
  - 11月15日：新设朝山站。
- 1932年（昭和7年）5月10日：朝山站改名为出云高松站。
- 1957年（昭和32年）4月1日：出云今市站改名为出云市站。
- 1958年（昭和33年）4月1日：新设荒茅站。
- 1974年（昭和49年）10月1日：全线货物营业废除。
- 1987年（昭和62年）
  - 2月3日：被指定为第3次特定地方交通線。
  - 4月1日：伴随国铁分割民营化，继承至西日本旅客鐵道。
- 1990年（平成2年）4月1日：全线废除[4]，转换至一畑电气铁道巴士[4]。

## 运行形态
在大社线废除前，线内仅有普通列车以约1小时的发车间隔运行，每日共有15对列车运行。
由于大社线被定位为前往出云大社的参拜路线，因此在开通后不久便设置了同其它线路直通运行的列车，但后来却逐渐转为以地方运输为中心。因此，大社线和其它线路的直通列车皆于1985年（昭和60年）3月废除。在国铁监修的《交通公社的时刻表》1977年10月号中显示，当时大社线每日有15对普通列车往返运行，其中6对同绿车厢联结，另外还有3对同山阴本线直通运行的急行列车。1980年代期间，运行于大社线的直通列车主要有行驶于名古屋站 - 大社站的急行“大社”和行驶于大阪站 - 大社站的急行“大山”。

## 路線資料
- 管轄（事業類別）：西日本旅客鐵道（第一種鐵道事業者）
- 路段（營業距離）：出雲市－大社間全長7.5公里
- 軌距：1067毫米
- 站數：4個（包括起終點站）
- 複線路段：沒有（全線單線）
- 電氣化路段：沒有（全線非電氣化（日语：非電化））

## 車站列表
大社線全線皆位於島根縣境內。表格中所提及的行政區劃名與接續路線公司名，都是以廢線當時的狀態為準。
| 中文站名 | 日文站名 | 英文站名 | 站間距離 | 營業距離 | 接續路線                                                      | 所在地       |
| -------- | -------- | -------- | -------- | -------- | ------------------------------------------------------------- | ------------ |
| 出雲市   |          |          | -        | 0.0      | 西日本旅客鐵道：山陰本線 一畑電氣鐵道：北松江線（電鐵出雲市） | 出雲市       |
| 出雲高松 |          |          | 3.5      | 3.5      |                                                               | 出雲市       |
| 荒茅     |          |          | 1.5      | 5.0      |                                                               | 出雲市       |
| 大社     |          |          | 2.5      | 7.5      |                                                               | 簸川郡大社町 |